# 霍州窑址
霍州窑址，位于山西省临汾市霍州市白龙镇陈村村南的汾河西岸台地上。遗址面积约15万平方米。
1975年,故宫博物院初步认定陈村瓷窑址即金元时期霍州窑的窑址。
2006年5月25日，霍州窑址公布为第六批全国重点文物保护单位。